# Le Dit des rues de Paris

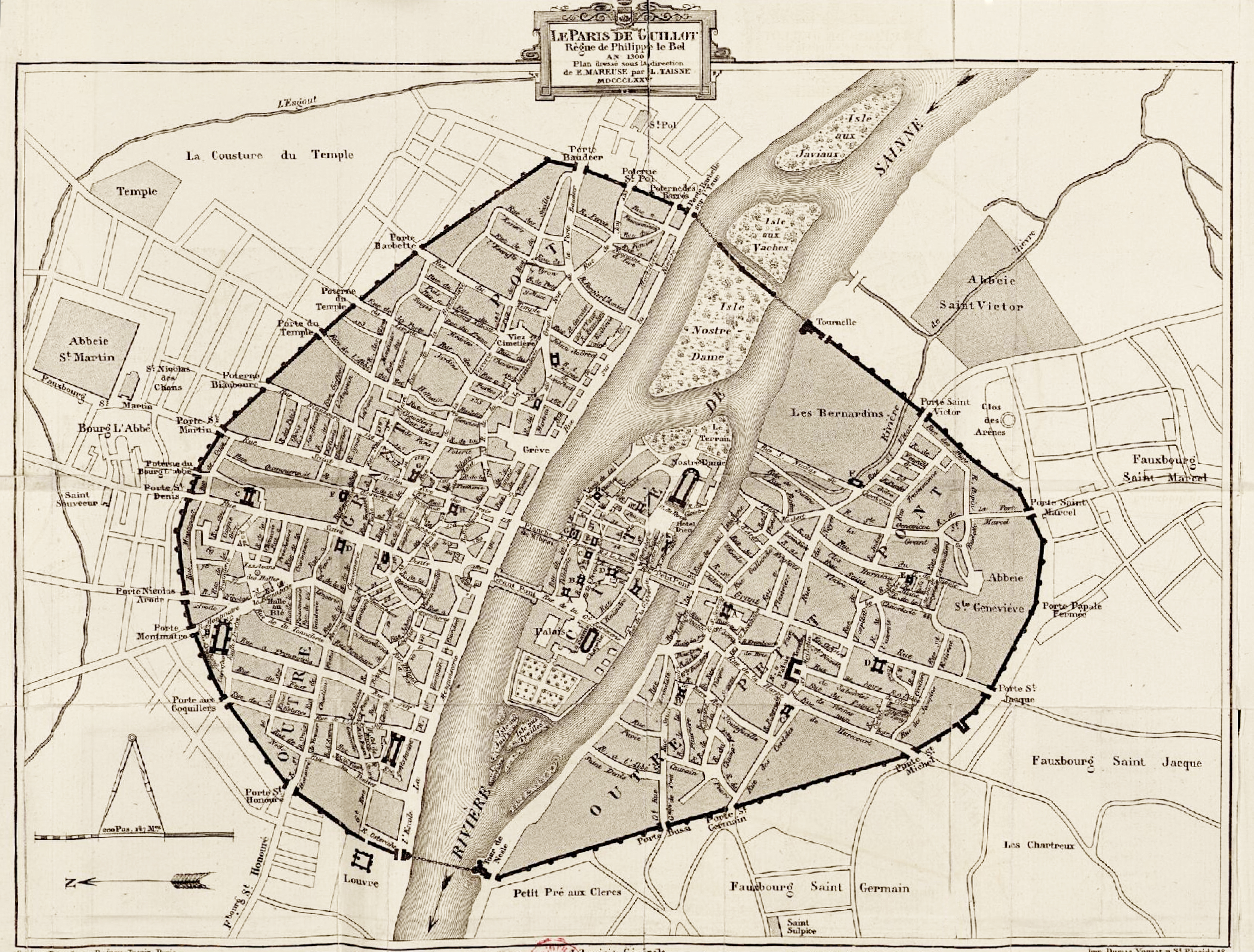
Plan de Paris de l'époque du poème Le Dit des rues de Paris vers 1280-1300.

Le Dit des rues de Paris est un poème de 554 vers octosyllabiques à rimes plates, écrit par Guillot de Paris, qui y recense les rues du Paris vers 1280-1300.

## Contenu
Le texte recense les rues du Paris de l'époque, en les abordant selon les trois quartiers qui composaient alors la capitale :
- au nord, rive droite, le quartier d'Outre-Grand-Pont, dit aussi la Ville ;
- au sud, rive gauche, le quartier d'Outre-Petit-Pont, dit aussi l'Université ;
- dans l'île, le quartier de la Cité, berceau de Paris.

## Texte
Le texte Le Dit des rues de Paris est reproduit dans la forme de l'ouvrage que l'on peut consulter en ligne ci-dessus.
310 rues sont recensées dans le texte. Ne sont pas compris les culs-de-sac que l'auteur nomme « rues sans chief ». Les notes et commentaires sont tirés de l'ouvrage cité précédemment, du Dictionnaire topographique, étymologique et historique des rues de Paris de Jean La Tynna et de l'ouvrage Fabliaux et contes des poètes françois des XI, XII, XIII, XIV et XVe siècles Tome 2.
Ci commence Le Dit des rues de Paris
« Maint dit a fait de Roys, de conte

Guillot de Paris en son conte ;

Les rues de Paris briément

A mis en rime. Oiez comment. »

### Quartier d'Outre-Petit-Pont
Le quartier d'Outre-Petit-Pont comprenait toute la partie de Paris située au Sud de la Seine, qu'on a appelé ensuite quartier de l'Université, ainsi que le bourg de Saint-Germain des Prés, qui, par la suite lui a été réuni et qu'on appelle désormais Rive gauche.

Ce quartier comporte 80 rues dans ce poème.
La rue de la Huchete à Paris 

Première, dont pas n'a mespris. 

Ases tost trouva Sacalie,

Et la petite Bouclerie, 

Et la grant Bouclerie après,
 
Et Hérondale tout enprès.
 
En la rue Pavée alé,

Où a maint visage halé :

La rue a l'Abé Saint-Denis

Siet ases près de Saint-Denis,

De la Grant rue Saint-Germain
 
Des Prez, si fait rue Cauvain,

Et puis la rue Saint-Andri.
 
Dehors mon chemin s'estendi

Jusques en la rue Poupée.
 
Adonc ai ma voie adrecée,
 
En la rue de la Barre vins,
 
Et en la rue à Poitevins,
  
En la rue de la Serpent. 
 
De ce de riens ne me repent;
 
En la rue de la Platrière,

La maint une Dame loudière 

Qui maint chapel a fait de fueille. 

Par la rue de Haute Feulle,

Ving en la rue de Champ-petit.
 
Et au desus est un petit

La rue du Puon vraiement. 

Je descendi tout belement

Droit à la rue des Cordeles :

Dames i a, le descort d'elles 

Ne voudroie avoir nullement.
 
Je m'en alai tout simplement
 
Diluecques au Palais de Termes

Où il a celiers et citernes,
 
En cette rue a mainte Court,

La rue aus hoirs de Harecourt.

La rue Pierre-Sarrazin

Où l'en essaie maint roncin

Chascun an, comment con le hape.

Contre val rue de la Harpe 

Ving en la rue Saint-Sevring,
 
Et tant fis cau carrefour ving :

La Grant-Rue trouvai briément.

De là entrai, premièrement 
 
Trouvai la rue As Escrivains; 
 
De cheminer ne fu pas vains
 
En la petite ruelete
  
Saint-Sevrin; mainte meschinete
 
Si louent souvent et menu
 
Et font batre le trou velu 
 
Des fesseriaus, que que nus die.
 
En la rue Erembourc de Brie

Alai; et en la rue o Fain;

De cheminer ne fu pas vain.
 
Une femme vi batre lin

Par la rue Saint-Mathelin,

En l'en Cloistre m'en retourné

Saint-Beneoit le bestourné.

En la rue As Hoirs de Sabonnes

A deux portes belles et bonnes

La rue à l'Abbé-de-Cligny
 
Et la rue au Seigneur d'Igny
 
Sont prés de la rue o Corbel
 
Desus siet la rue o Ponel,
 
Y la rue à Cordiers aprèz,
  
Qui des Jacopins siet bien prèz
Encontre est rue Saint-Estienne;
 
Que Diex en sa grâce nous tiengne

Que de s'amour aions mantel. 

Lors descendi en Fresmantel.

En la rue de l'Oseroie,

Ne sai comment je desvouroie

Ce conques nul jour ne voué

Ne à Pasques, ne a Noué. 

En la rue de l'Ospital 

Ving; une femme i despital

Une autre femme folement

De sa parole moult vilment. 

La rue de la Chaveterie 

Trouvai; n'alai pas chies Marie

En rue Saint-Syphorien,

Où maingnent li logipcien. 

En prés est la rue du Moine 

Et la rue au Duc de Bourgoingne.
 
Et la rue des Amandiers prèz

Siet en une autre rue enprèz

Qui a non rue de Savoie.

Guillot de Paris tint sa voie

Droit en la rue Saint-Ylaire,

Où une Dame débonnaire 

Maint, con apele Giete Das;
 
En contre est la rue Judas, 

Puis la rue du Petit-Four,

Con apelle le Petit-Four;

Saint-Ylaire et puis Clos-Burniau,

Ou l'en a rosti maint bruliau,

Et puis la rue du Noier,

Où pluseurs Dames pour louier

Font souvent batre leur cartiers.

En prèz est la rue a Plastriers,

Et parmi la rue As Englais

Ving à grant feste et à grant glais. 

La rue a Lavendières tost 

Trouvai; Prèz d'iluec assez tost 

La rue qui est belle et grant

Sainte-Genevieve-la-grant,

Et la petite ruelete
 
De quoi l'un des bous chiet sus l'Ètre,

Et l'autre bout si se raporte 

Droit a la rue de la Porte 

De Saint-Marcel; Par Saint Copin

En contre est la rue Clopin,
 
Et puis la rue Traversainne

Qui siet en haut bien loins de Sainne.
 
En prèz est la rue des Murs :

De cheminer ne fut pas mus.

Jusqu'à la rue Saint-Vitor,

Ne trouvai ne porc ne butor,
 
Mes femme qui autre conseille;

Puis truis la rue de Verseille 

Et puis la rue du Bon-Puis;

La maint la femme à i Chapuis

Qui de maint home a fait ses glais. 

La rue Alexandre Lenglais 

Et la Pavee-Goire,
 
La bui-ge de bon vin de beire.

Et la rue Saint-Nicolas
 
Du Chardonnai ne fu pas las.
 
En la rue de Bièvre vins;

Ilueques i petit m'assis.

D'iluec en la rue Perdue,

Ma voie ne fu pas perdue. 

Je m'en reving droit en la place 

Maubert, et bien trouvai la trace 

D'iluec en la rue a Trois-Porte

Dont l'une le chemin raporte 

Droit a la rue de Gallande,

Où il n'a ne forest ne lande 

Et l'autre en la rue d'Aras,

Ou se nourrissent maint grant ras.
 
En prés est rue de l'Escole,
 
La demeure Dame Nicole;

En celle rue, ce me samble

Vent on et fain et fuerre ensamble.

Puis la rue Saint-Julien 

Qui nous gart de mauvais lien. 

M'en reving en la Bucherie

Et puis en la Poissonnerie.
 
C'est verité que vous despont,
  
Les rues d'outre-Petit-Pont
  
Avons nommées toutes par non
 
Guillot qui de Paris ot nom;
 
Quatre-vingt par conte en y a,
  
Certes plus ne mains n'en y a.
  
En la Cité isnelement
 
M'en ving aprés privéement. 

### La Cité
Le quartier de la Cité se composait de l'île de la Cité et qu'on a également appelé île du Palais et de l'Île Notre-Dame.

36 rues sont référencées par Guillot de Paris dans ce quartier
La rue du Sablon par m'ame 

Puis rue Neuve-Nostre-Dame

En près est la rue à Coulons

D'iluec ne fu pas mon Cuer lons,

La ruele trouvai briement

De Saint-Christofle, et ensement

La rue du Parvis bien prés,

Et la rue du Cloistre aprés;

Et la Grant-rue Saint-Christofle:

Je vi, par le trelis d'un coffre

En la rue Saint-Père a Beus

Oisiaus qui avoient piez beus

Qui furent pris sus la marinne.

De la rue Sainte-Marine

En la rue Cocatris vins,

Ou l'en boit souvent de bons vins,

Dont maint homs souvent se varie.

La rue de la Confrarie

Nostre-Dame et en Charoui

Bonne taverne achiez ovri.

La rue de la Pomme assez tost

Trouvai, et puis aprèz tantost

Ce fu la rue as Oubloiers.

La maint Guillebert a braiés.

Marcé-Palu, la Juerie,

Et puis la petite Orberie,

Qui en la Juerie siet;

Et me samble que l'autre chief

Descent droit en la rue à Fèves

Par de ça la maison o Fèvre,

La Kalendre et la Ganterie

Trouvai, et la grant Orberie;

Aprèz, la Grant Bariszerie;

Et puis aprés, la Draperie

Trouvai et la Chaveterie,

Et la ruele Sainte-Crois

Ou l'en chengle souvent des cois,

La rue Gervese-Lorens,

Ou maintes Dames ygnorens

Y maingnent qui de leur quiterné;

En prés rue de la Lanterne,

En la rue du Marmouset

Trouvai i homme qui mu fet

Une muse corne bellourde.

Par la rue de la Coulombe

Alai droit o port Saint-Landri;
La demeure Guiart Andri:

Femmes qui vont tout le cheves

Maingnent en rue du Chevés

Saint-Landri est de l'autre part,

La rue de l'Ymage départ

La ruele, par saint Vincent,

En bout de la rue descent

De Glateingni, ou bonne gent
 
Maingnent et dames o cors gent

Qui aus hommes, si com moi semblent,

Volentiers charnelment assamblent.

La rue Saint-Denis-de-la-Chartre,

Ou pluseurs dames en grant chartre

Ont maint vis en leur con tenu,

Comment qu'ils soient contenu.

En ving en la Peleterie;

Mainte penne i vi esterie.

En la faute du pont m'asis;

Certes il n'a que trente-sis

Rues contables en Cité,

Foi que doi benedicité. 

### Quartier d'Outre-Grand-Pont
Le quartier d'Outre-Grand-Pont comprenait toute la partie de Paris située au Nord de la Seine. Ce quartier reçu le nom de la Ville, sans doute à cause de l'Hôtel de ville qui s'y trouvait et qu'on appelle désormais Rive droite.

194 rues sont citées dans Le Dit des rues de Paris
Par deça Grant-Pont erraument

M'en ving, sachiez bien vraiement,

N'avoie alenas ne poinson.

Premiere, la rue o Poisson,

La rue de la Saunerie

Trouvai, et la Mesgneiscerie,
 
L'Escole et rue Saint-Germain

A Couroiers bien vint à main,

Tantost la rue à Lavendières

Ou il a maintes lavendières

La rue à Moingnes de Jenvau

Porte a à mont et porte à vau;

En prèz rue Jehan-Lointier;

Là ne fu-je pas trop lointier

De la rue Bertin-Porée,

Sanz faire nule eschaufourrée.

Ving en la rue Jehan l'Éveillier;

La demeure Perriaus Goullier.

La rue Guillaume Porée prés

Siet, et Maleparole em prés,

Ou demeure Jehan Asselin.

Parmi le Perrin Gasselin,

Et parmi la Hérengerie,
 
M'en ving en la Tableterie,
 
En la rue à Petis Soulers

De Basenne tout fu souilliés

Desrer ce ne mie fortune.

Par la rue Sainte-Oportune

Alai en la Charonnerie

Et puis en la Feronnerie;

Tantost trouvai la Mancherie,

Et puis rue de la Cordoüanerie;

Prèz demeure Henri Bourgaie

La rue Baudouin Prengaie 

Qui de boire n'et pas lanier. 

Par la rue Raoul l'Avenier 

Alai o siège à Descarcheeurs;

D'iluec m'en alai tantost ciex

Un tavernier en la viez place

A Pourciaus; bien trouvai ma trace

Guillot qui point d'eur bon n'as,

Parmi la rue à Bourdonnas

Ving en la rue Thibaut a Dez.

Un hons trouvai en ribaudez :

En la rue de Béthisi

Entré, ne fu pas éthisi :

Assez tost trouvai Tirechape;

N'ai garde que rue m'eschape

Que je ne sache bien nommer,

Par non, sanz nule mesnommer,

Sanz passer guichet ne postis.

En la rue o Quains de Pontis,

Fis un chapia de violete;

La rue o Serf et Gloriete,

Et la rue de l'Arbre Sel,

Qui descent sus un biau ruissel,

Trouvai, et puis Col de Bacon,

Ou l'en a trafarcié maint con.

Et puis le Fossé Saint-Germain,

Trou Bernart trouvai main à main,

Part ne compaigne n'atendi;

Mon chemin a val s'estendi,

Par le Saint-Esperit, de rue

Sus la rivière en la Grant-rue

Seigneur, de la porte du Louvre;

Dames y a gentes et bonnes,

De leur denrées trop sont riche.

Droitement parmi Osteriche

Ving en la rue Saint-Honouré;

La trouvai-ge mestre Huré,

Les lui séant dames polies.

Parmi la rue des Poulies,

Ving en la rue Daveron;
 
Il y demeure un gentis-hon.

Par la rue Jehan-Tison

N'avoie talent de proier,

Mès, par la Crois-de-Tiroüer

Ving en la rue de Neele;

N'avoie tabour ne viele :

En la rue Raoul Menuicet,

Trouvai un homme qui mucet

Une femme en terre et en siet.

La rue des Estuves en près siet.

En près est la rue du Four :

Lors entrai en un Carefour,

Trouvai la rue des Escus;

Un homs a granz ongles locus

Demanda : Guillot, que fes-tu ? 

Droitement de Chastiau Festu

M'en ving à la rue à Prouvoires,

Où il a maintes pennes vaires;

Mon cuer si a bien ferme veue.

Par la rue de la Croiz-Neuve

Ving en la rue Raoul-Roissole,

N'avoie ne plais ne sole.

La rue de Monmatre trouvé;

Il est bien seu et prové

Ma voie fut délivre et preste.

Tout droit par la ruelle e Prestre

Ving à la pointe Saint-Huitasse.

Droit et avant sui ma trace

Jusques en la Tonnelerie,

Ne sui pas cil qui trueve lie.

Mais par devant la Halle au Blé

Où l'en a mainte foiz lobé,

M'en ving en la Poisonnerie

Des Halles, et en la Formagerie.

Tantost trouvai la Ganterie,

A l'encontre est la Lingerie.

La rue o Fevre siet bien prés,

Et la Cossonnerie après.

Et por moi miex garder des halles,

Par desouz les avans des halles,

Ving en la rue à Prescheeurs,

La bui avec frères meneurs

Dont je n'ai pas chière marie.

Puis alai en la Chanverie, 

Asez prés trouvai Maudestour

Et le carrefour de la Tour,

Où l'en giète mainte sentence

En la maison à dan Sequence,.

Le Puis le carrefour depart : 

Jehan Pincheclou d'autre part 

Demoura tout droit a l'encontre.
 
Or dirai sanz faire lonc conte :

La Petite Truanderie

Et rues des Halles s'alie;

La rue au Cingne, ce me samble,

Encontre Maudestour assamble

Droit à la Grant-Truanderie.
 
Et Merderiau n'obli-je mie,
 
Ne la petite ruelete
 
Jehan Bingne, par Saint-Cler, surète,

Mon chemin ne fu pas trop rogue.

En la rue Nicolas Arode

Alai, et puis en Mauconseil;

Une Dame vi sus un seil

Qui moult se portoit noblement;

Je la saluai simplement,
 
Et elle moi, par saint Loys!

Par la Saint rue Saint-Denis,
 
Ving en la rue As Ouës droit,

Pris mon chemin et mon adroit 

Droit en la rue Saint-Martin,

Où j'oï chanter en latin 

De Nostre Dame un si dous chans.
 
Par la rue des Petis Chans,

Alai droitement en Biaubourc,
 
Ne chassoie chièvre ne bouc :

Puis truis la rue à Jougleeurs

Con ne me tiengne à jengleeurs.
 
De la rue Gieffroi l'Angevin

En la rue des Estuves vin,

Et en la rue Lingarière,
 
Là où l'en a mainte plastriere
 
D'archal mise en œuvr pour voir
 
Pluseurs gens pour leur vie avoir;

Et puis la rue Sendebours
 
La Trefilliére a l'un des bous,
 
Et Quiquenpoit que j'ai moult chier; 

La rue Auberi-le-Bouchier, 

Et puis la Conreerie aussi, 

La rue Amauri-de-Roussi, 

En contre Trousse-Vache chiet.  

Que Diex gart qu'il ne nous meschiet. 

Et la rue du Vin-le-Roy

Dieu grâce ou n'a point de desroy,

En la Viez-Monnoie par sens

M'en ving aussi con par à sens.

Au desus d'iluec un petit

Trouvai le Grant et le Petit
 
Marivaux, si comme il me samble
 
Li uns a l'autre bien s'asamble;
  
Au desous siet la Hiaumerie,
 
Et ases près la Lormerie,
  
Et parmi la Basennerie,
  
Ving en la rue Jehan-le-Conte.

La Savonnerie en mon conte 

Ai mise : par la Pierre-o-Let
 
Ving en la rue Jehan-Pain-Molet 
 
Puis truis la rue des Arsis;
 
Sus un siege un petit m'assis 
 
Pour ce que le repos fu bon;

Puis truis les deux rues Saint Bon. 

Lors ving en la Buffeterie,

Tantost trouvai la Lamperie

Et puis la rue de la Porte 

Saint-Mesri : Mon chemin s'aporte
 
Droit en la rue à Bouvetins.
 
Par la rue à Chavetiers tins
 
Ma voie en rue de l'Estable
 
Du Cloistre, qui est honestable

De saint-Mesri, en Baillehoe,

Ou je trouvai plenté de boé,

Et une rue de renon, 

Rue Neuve-Saint-Mesri a non. 

Tantost trouvai la Cour Robert 

De Paris; mes, par Saint Lambert !

Rue Pierre-o-Lart siet, 

Et puis la Bouclerie aprés :

Ne la rue n'oublige pas 

Symon-le-Franc. Mon petit pas 

Alai vers la porte du Temple

Pensis, ma main de lez ma temple. 

En la rue des Blans-Mantiaus

Entrai, où je vis mainte piaus

Metre en conroi, et blanche et noire;

Puis truis la rue Perrenele
 
De Saint-Pol, la rue du Plastre,
 
Ou maintes Dames leur emplastre,,
   
A maint compaignon ont fait batre
 
Ce me samble, pour eulz esbatre.
 
En près est la rue du Puis.
 
La rue à Singes après pris;

Contreval La Bretonnerie,

M'en ving plain de mirencolie;

Trouvai la rue des Jardins,

Où les Juys maintrent jadis;

O carrefour du Temple vins,

Où je bui plain henap de vin,

Pour ce que moult grant soif avoie. 

Adonc me remis à la voie,

La rue de l'Abbeïe du Bec
 
Helouin trouvai par abec;

M'en alai en la Verrerie,
 
Tout contre val la Poterie.

Ving o carefour Guillori,

Li un dit ho, l'autre hari,
 
Ne perdi pas mon essien.
 
La ruelete Gencien

Alai, ou maint un biau varlet,
 
Et puis la rue Andri-Mallet.

Trouvai la rue du Martrai;

En une ruele tournai 

Qui de Saint-Jehan voie a porte
 
En contre la rue à Deux Portes;
 
De la Viez Tiesseranderie,
 
Alai droit en l'Esculerie,
 
Et en la rue de Chartron,
 
Où mainte dame en chartre ont 
 
Tenu maint vit, par saint Norier.
 
En la rue du Franc-Monrier

Alai, et Vuiez-Cimetière

Saint-Jehan meisme en cetière.
 
Trouvai tost la rue du Bours

Tibout, et droit à l'un des bous

La rue Anquetil-le-Faucheur;

La maint un compains tencheeur.
 
En la rue du Temple alai

Isnelement sanz nul délai :

En la rue au Roy-de-Sezille

Entrai; tantost trouvai Sedile

En la rue Renaut-le-Fèvre
 
Maint, ou el vent et pois et feves.
  
En la rue de Pute-y-Muce,
 
M'en entrai en la maison Luce

Qui maint en rue de tyron,
 
Des Dames ymes vous diron. 

La rue de l'Escouffle est près,
  
Et la rue des Rosiers près,
 
Et la Grant-rue-de-la-Porte 
 
Baudeer, si con se comporte,
 
M'en alai en rue Percié.
 
Une femme vi destrecié
 
Pour soi pignier qui me donna 
 
De bon vin. Ma voie adonna
  
En la rue des Poulies-Saint-Pou, 
 
Et au-desus d'iluec un pou
 
Trouvai la rue à Fauconniers
 
Ou l'en trueve bien por deniers,
 
Femmes por son cors soulacier.
 
Parmi la rue du Figuier,
 
Et parmi la rue à Nonnains
  
D'Iere, vi chevaucher deus nains
 
Qui moult estaient esjoï;
 
Puis truis la rue de Joy,

Et la rue Forgier-l'Anier.

Je ving en la Mortelerie,

Où a mainte tainturerie.
 
La rue Ermeline-Boiliaue,
 
La rue Garnier-desus-l'Yaue 

Trouvai, a ce mon cuer s'atyre :

Puis la rue du Cimetire
 
Saint-Gervais, et puis l'Ourmetiau.

Sanz passer fosse ne ruissiau, 

Ne sanz passer planche ne pont,

La rue a Moines-de-Lonc-Pont

Trouvai, et rue Saint-Jehan
 
De Grève, ou demeure Jouan,

Un homs qui n'a pas veue saine.
 
Prés de la ruele de Saine,
 
En la rue Sus la Rivière,
  
Trouvai une fausse estrivière;
 
Si m'en reving tout droit en Grève, 
 
Le chemin de riens ne me greve;
 
Tantost trouvai la Tanerie,
 
Et puis après la Vanerie,
  
La rue de la Coifferie,
  
Et puis aprés la Tacherie,
 
Et la rue aus Commanderesses,
  
Ou il a maintes tencheresses,
 
Qui ont maint homme pris o brai. 
 
Par le Carefour de Mibrai,
  
En la rue Saint-Jacque et ou Porce,
 
M'en ving, n'avoie sac ne poce;
 
Puis alai en la Boucherie,
 
La rue de l'Escorcherie
  
Tournai. Parmi la Triperie

M'en ving en la Poulaillerie,

Car c'est la derrenière rue 

Et si siet droit sus la Grant-Rue. 
Guillot si fait à tous savoir,

Que, par deça Grant Pont pour voir

N'a que deus cent rues mains sis;

Et en la Cité trente sis,
 
Outre Petit-Pont quatre vingt, 

Ce sont dis mains de seize vingt,
 
Dedenz les murs non pas dehors.
 
Les autres rues ai mis hors 

De sa rime, puisqu'il n'ont chief. 

Ci vont faire de son Dit chief.

Guillot, qui a fait maint biaus dis,

Dit qu'il n'a que trois cent et dis 

Rues à Paris vraiement.
 
Le dous Seigneur du firmament 

Et sa trés douce chiere mere
 
Nous deffende de mort amere.